# Tachydromia denticulata
Tachydromia denticulata är en tvåvingeart som först beskrevs av Oldenberg 1912.  Tachydromia denticulata ingår i släktet Tachydromia och familjen puckeldansflugor. Inga underarter finns listade i Catalogue of Life.